# Będzelin
Będzelin – wieś w Polsce położona w województwie łódzkim, w powiecie łódzkim wschodnim, w gminie Koluszki.
W miejscowości znajduje się Szkoła Podstawowa im. Jana Brzechwy oraz Ochotnicza Straż Pożarna.
Wieś biskupstwa włocławskiego w powiecie brzezińskim województwa łęczyckiego w końcu XVI wieku. W latach 1975–1998 miejscowość administracyjnie należała do województwa piotrkowskiego.